# Gorilla gorilla diehli
Il gorilla del Cross River (Gorilla gorilla diehli Matschie, 1904) è una sottospecie di gorilla occidentale (Gorilla gorilla) sull'orlo dell'estinzione. Prende il nome dal fiume Cross River, un importante corso fluviale della Nigeria sudorientale.

## Descrizione
Quando si confrontano il gorilla di Cross River con i gorilla di pianura occidentali, hanno palati notevolmente più piccoli, volte craniche più piccole e teschi più corti. Non è noto che il gorilla di Cross River differisca molto in termini di dimensioni del corpo o lunghezza degli arti e delle ossa dai gorilla di pianura occidentale. Tuttavia, le misurazioni prese da un maschio suggeriscono che hanno mani e piedi più corti e hanno un indice di opponibilità maggiore rispetto ai gorilla di pianura occidentali.
Secondo lo studio di Sarmiento e Oate pubblicato dall'American Museum of Natural History, il gorilla Cross River è stato descritto come dotato di dentature più piccole, palati più piccoli, volte craniche più piccole e teschi più corti rispetto ai gorilla di pianura occidentale. Il Royal Belgian Institute of Natural Sciences ha descritto il gorilla di Cross River come il più grande primate vivente con un torace a botte, capelli relativamente uniformi, una faccia e un petto neri e nudi, orecchie piccole, sopracciglia a forma nuda che sono unite e margini delle narici che vengono sollevate. 
Chiaramente non sono i gorilla più grandi e la particolarità dei loro caratteri esterni deve ancora essere verificata. Altre statistiche includono:
- Altezza media del maschio adulto: 165–175 cm (5 piedi 5 pollici - 5 piedi 9 pollici).
- Peso medio maschio adulto: 140–200 kg (310–440 libbre).
- Altezza media della femmina adulta: 140 cm (4 ft 7 in).
- Peso medio di una femmina adulta: 100 kg (220 libbre).

## Distribuzione e habitat
Questa sottospecie è popolata al confine tra Nigeria e Camerun, nelle foreste umide di latifoglie sia tropicali che subtropicali che ospitano anche lo scimpanzé della Nigeria-Camerun, un'altra sottospecie di grande scimmia. Il gorilla del fiume Cross è la forma più occidentale e settentrionale di gorilla ed è limitato alle colline e alle montagne boscose della regione di confine tra Camerun e Nigeria alle sorgenti del fiume Cross. È separato da circa 300 km (190 mi) dalla popolazione più vicina di gorilla di pianura occidentale (Gorilla gorilla gorilla), e di circa 250 km (160 mi) dalla popolazione di gorilla nella foresta di Ebo del Camerun.
La presenza di gorilla di Cross River è stata confermata nelle montagne Mbe e nelle riserve forestali del fiume Afi, Boshi Extension e Okwanggo dello stato di Cross River in Nigeria, e nelle riserve forestali del fiume Takamanda e Mone e nella foresta di Mbulu, del Camerun Provincia Sud Ovest.
Tuttavia, uno studio condotto nel 2013 ha rilevato che i gorilla di Cross River abitano anche aree di altitudine più bassa come le Mawambi Hills.
Il gorilla di Cross River, come molte altre sottospecie di gorilla, preferisce un fitto habitat forestale disabitato dall'uomo. A causa delle dimensioni del corpo del gorilla di Cross River, richiedono aree di foresta ampie e diversificate per soddisfare i requisiti dell'habitat. Simile alla maggior parte dei primati in via di estinzione, il loro habitat naturale esiste dove gli esseri umani spesso occupano e utilizzano risorse naturali.

## Conservazione
Gli habitat del gorilla di Cross River risentono negativamente della drastica deforestazione e frammentazione del territorio. Questi sfortunati eventi lasciano alla specie dei gorilla poche possibilità di sopravvivenza. A seguito del disboscamento e della frammentazione, si sono verificate drastiche riduzioni della capacità di carico, in altre parole, la dimensione dei territori abitati da questi animali è stata notevolmente ridotta. Poiché la popolazione di esseri umani che vive in quest'area è elevata, la quantità di risorse disponibili per i gorilla di Cross River è limitata. Anche se questa diminuzione della disponibilità di terra può sembrare un problema, studi di ricerca hanno scoperto che rimane ancora una quantità adeguata di foresta pluviale adatta e confortevole per questa sottospecie. Se, tuttavia, le pressioni e le attività umane verso la deforestazione continuano, questi territori continueranno a diminuire e alla fine non esisteranno. Ulteriori esempi di attività umana che minacciano i gorilla di Cross River e, naturalmente, altre specie, sono la caccia, il disboscamento, l'agricoltura, la raccolta di legna da ardere, il disboscamento dei terreni per la piantagione esfruttamento delle risorse naturali . I gorilla e altri primati sono solo una piccola parte dell'ecosistema più ampio e quindi fanno affidamento su molti aspetti del loro habitat per la sopravvivenza. Inoltre, anche a causa delle loro dimensioni corporee, mancano di capacità di adattamento al nuovo ambiente e hanno un ritmo riproduttivo piuttosto lento. Anche se esiste una ricerca in qualche modo limitata sui gorilla di Cross River, ce n'è abbastanza per concludere che questi animali sono attualmente in grado di sostenere la sopravvivenza. Ciò che è ancora in discussione è il numero totale di gorilla di Cross River esistenti.

Le stime sul numero di gorilla di Cross River rimasti sono di 250-300 in natura, concentrati in circa 9-11 località. Recenti ricerche genetiche e indagini sul campo suggeriscono che esiste una migrazione occasionale di singoli gorilla tra le località. La popolazione più vicina di gorilla di pianura occidentale si trova a circa 250 km (160 miglia) di distanza. Sia la perdita di habitat che l'intensa caccia alla selvaggina hanno contribuito al declino di questa sottospecie. Nel 2007 è stato pubblicato un piano di conservazione per il gorilla di Cross River, che delinea le azioni più importanti necessarie per preservare questa sottospecie. Il governo del Camerun ha creato il Takamanda National Park al confine con la Nigeria, nel tentativo di proteggere questi gorilla.Il parco ora fa parte di un'importante area protetta transfrontaliera con il Cross River National Park in Nigeria, che protegge circa 115 gorilla, un terzo della popolazione di gorilla di Cross River, insieme ad altre specie rare La speranza è che questi gorilla possano spostarsi tra la riserva di Takamanda in Camerun oltre il confine con il Cross River National Park in Nigeria.

## Comportamento
Nel 2005 gli scienziati della Wildlife Conservation Society, mentre stavano osservando dei gorilla di questa sottospecie, hanno documentato un caso di utilizzo di utensili da parte di questi animali. I ricercatori hanno infatti scoperto che i gorilla utilizzano dei rametti per saggiare la profondità dei torrenti prima di attraversarli.
Uno studio pubblicato nel 2007 sul Journal of Primatology ha annunciato la scoperta di varie reazioni aggressive a possibile minacce dell'uomo. Gli scienziati coinvolti nello studio hanno «riscontrato alcuni casi di gorilla che lanciavano bastoni e ciuffi d'erba». Questo fatto è insolito, poiché quando i gorilla entrano in contatto con l'uomo solitamente fuggono e solo raramente effettuano delle cariche.
I gruppi di gorilla di Cross River sono costituiti principalmente da un maschio e da sei a sette femmine più la loro prole. Si vede che i gorilla nelle pianure hanno meno prole di quelli negli altopiani. Si pensa che ciò sia dovuto al tasso di caccia nelle pianure e al tasso di mortalità infantile. I gruppi negli altopiani sono densamente popolati rispetto a quelli nelle pianure.
La loro dieta di solito consiste in frutta, ma nei mesi di scarsità di frutta (agosto-settembre, novembre-gennaio) la loro dieta è costituita principalmente da erbe terrestri e corteccia e foglie di piante rampicanti e alberi. Molte delle fonti alimentari dei gorilla di Cross River sono molto stagionali e quindi la loro dieta è ricca di vegetazione molto densa e nutriente che di solito si trova vicino ai loro siti di nidificazione. Si è scoperto che il gruppo Afi Mountain della dieta dei gorilla di Cross River consisteva principalmente in Aframomum spp. (Zingiberaceae), ma quando disponibili nella stagione delle piogge, preferivano mangiare Amorphophallus difformis (Araceae) rispetto all'Aframomum, mostrando la preferenza per certi alimenti che erano stagionali e anche un'affinità per la vegetazione che si trovava solo nel loro habitat.
Il comportamento di nidificazione del gorilla di Cross River è stato influenzato dalle condizioni ambientali, come il clima, la predazione, la vegetazione erbacea, l'assenza di materiali adatti per la costruzione del nido e frutti di stagione nelle vicinanze. I gorilla hanno rappresentato alcune abitudini di nidificazione come le dimensioni medie del gruppo di nidi, le dimensioni e il tipo di nido creato, nonché il riutilizzo di determinati luoghi di nidificazione vicino a fonti di cibo stagionali. A Sunderland-Groves la ricerca sul comportamento di nidificazione di G. g. diehlia Kagwene Mountain hanno scoperto che i luoghi di nidificazione, sia a terra che arborei, erano fortemente influenzati dalla stagione in corso. Durante la stagione secca la maggior parte dei nidi veniva fatta a terra, ma durante la stagione delle piogge la maggior parte dei nidi veniva fatta in alto sugli alberi, per fornire protezione dalla pioggia. È stato inoltre riscontrato che i gorilla creavano più nidi diurni durante la stagione delle piogge e riutilizzavano i siti di nidificazione circa il 35% delle volte. È stato anche riscontrato che la dimensione media del gruppo era di 4-7 individui, tuttavia la dimensione media dei nidi nei siti era di 12,4 nidi e il numero più frequente di nidi era 13, a dimostrazione che alcuni gorilla potrebbero aver creato più nidi. I ricercatori hanno anche trovato siti di nidificazione con un massimo di 26 nidi, dimostrando che a volte più gruppi nidificano insieme.